# Sơ kỳ triều đại Lưỡng Hà
```
Sơ kỳ triều đại Lưỡng Hà
 hay 
Các triều đại Lưỡng Hà đầu tiên
 là một thời kỳ khảo cổ ở 
Lưỡng Hà
 (
Iraq
 ngày nay) thường được xác định niên đại từ c. 2900-2350 trước 
Công nguyên
, tiếp nối thời kỳ Uruk và Jemdet Nasr, là một phần của 
lịch sử Lưỡng Hà
. Thời kỳ này chứng kiến sự 
phát triển của chữ viết
 và sự hình thành của các 
thành thị
 và 
nhà nước
 đầu tiên. Bản thân Sơ kỳ triều đại được đặc trưng bởi sự tồn tại của nhiều 
thành bang
: các quốc gia nhỏ có cấu trúc tương đối đơn giản, phát triển và củng cố dần theo thời gian. Sự phát triển này cuối cùng đã dẫn đến sự thống nhất của phần lớn Lưỡng Hà dưới sự cai trị của 
Sargon
, vị vua đầu tiên của 
Đế chế Akkad
. Bất chấp sự phân mảnh chính trị này, các quốc gia thành phố Sơ kỳ triều đại cùng chia sẻ một nền văn hóa vật chất tương đối đồng nhất. Các thành bang 
Sumer
 như 
Uruk
, 
Ur
, 
Lagash
, 
Umma
 và Nippur nằm ở Hạ Lưỡng Hà rất hùng mạnh và có ảnh hưởng lớn. Ở phía bắc và phía tây, các thành bang nằm rải rác, tập trung quanh các thành phố như Kish, 
Mari
, Nagar và Ebla.
```

## Lịch sử
Toàn bộ thời Sơ kỳ triều đại thường được xác định niên đại từ 2900 đến 2350 TCN theo Niên đại Trung, hoặc 2800-2230 TCN theo Niên đại Ngắn. Vào giữa thiên niên kỷ thứ 4 TCN, người Sumer đã sinh sống lâu dài ở Lưỡng Hà mặc dù vẫn có nhiều tranh cãi về thời gian khởi điểm. Rất khó để xác định người Sumer đến từ đâu vì ngôn ngữ Sumer là ngôn ngữ biệt lập, không liên quan đến bất kỳ ngôn ngữ nào được biết đến. Thần thoại của họ có nhiều chi tiết liên quan đến khu vực Lưỡng Hà nhưng rất ít manh mối về xuất xứ của họ, có thể cho thấy họ đã ở đó trong một thời gian dài. Ngôn ngữ Sumer có thể được xác định từ văn tự tượng hình thời đầu xuất hiện từ nửa cuối thiên niên kỷ thứ 4 TCN.
Vào thiên niên kỷ thứ 3 TCN, các trung tâm đô thị đã phát triển thành các xã hội ngày một phức tạp. Thủy lợi và các phương tiện khai thác nguồn thực phẩm khác đã được sử dụng để tạo ra lượng tích lũy thặng dư lớn. Các dự án xây dựng khổng lồ được thực hiện, và tổ chức hành chính ngày càng tinh vi hơn bao giờ hết. Trong suốt thiên niên kỷ này, các thành bang khác nhau Kish, Uruk, Ur và Lagash tranh giành quyền lực và giành quyền bá chủ ở các thời điểm khác nhau. Nippur và Girsu là những trung tâm tôn giáo quan trọng, cũng như Eridu vào thời điểm này. Đây cũng là thời đại của Gilgamesh, một vị vua nửa lịch sử nửa thần thoại của Uruk và là nhân vật trung tâm của Sử thi Gilgamesh nổi tiếng. Đến năm 2600 TCN, văn tự tượng hình đã phát triển thành hệ thống văn tự kí âm hình nêm.
Trình tự thời gian của thời đại này không được xác định chắc chắn do những khó khăn trong việc đọc hiểu các văn bản và hiểu biết không đầy đủ về văn hóa vật chất của thời kỳ đầu triều đại và các khu vực khảo cổ ở Iraq nhìn chung chưa được xác định niên đại phóng xạ carbon. Ngoài ra, số lượng lớn các thành bang dễ dẫn đến nhầm lẫn, vì mỗi quốc gia có lịch sử riêng của mình. Danh sách vua Sumer là một ghi chép lịch sử chính trị ở thời kỳ này. Nó bắt đầu với các nhân vật thần thoại có triều đại dài phi lí, nhưng những người cai trị sau đó đã được xác thực với bằng chứng khảo cổ học. Người đầu tiên trong số này là Enmebaragesi của Kish, k. 2600 TCN, theo danh sách vua là người đã thu phục tộc láng giềng Elam. Tuy nhiên, một điều phức tạp của danh sách vua Sumer là mặc dù các triều đại được liệt kê theo thứ tự tuần tự, một số nhà vua thực sự cai trị cùng một lúc trên các khu vực khác nhau.
Enshakushanna của Uruk đã chinh phục tất cả Sumer, Akkad và Hamazi, tiếp theo là Eannatum của Lagash, cũng là người đã chinh phục toàn bộ Sumer. Ông nổi tiếng với sự tàn bạo và khủng bố, và ngay sau khi ông chết, các thành bang đã nổi loạn và đế chế sụp đổ. Một thời gian sau, Lugal-Anne-Mundu của Adab đã tạo dựng đế chế đầu tiên, tuy tồn tại trong thời gian ngắn, kéo dài về phía tây Lưỡng Hà, ít nhất là theo các tư liệu lịch sử có sau đó nhiều thế kỷ. Người Sumer bản địa cuối cùng cai trị hầu hết Sumer trước Sargon của Akkad là Lugal-Zage-Si.
Trong thiên niên kỷ thứ 3 TCN, đã có sự cộng sinh văn hóa rất mật thiết giữa người Sumer và người Akkad bao gồm việc sử dụng phổ biến song ngữ. Ảnh hưởng của tiếng Sumer đối với tiếng Akkad (và ngược lại) thể hiện rõ trong tất cả các lĩnh vực, từ việc vay mượn từ vựng trên quy mô lớn, cho đến hội tụ cú pháp, hình thái và âm vị học. Điều này đã khiến các học giả nhắc đến tiếng Sumer và tiếng Akkad trong thiên niên kỷ thứ 3 như là một cặp liên mình ngôn ngữ (spachbund).
Tiếng Akkad dần thay thế tiếng Sumer thành ngôn ngữ nói của Lưỡng Hà vào khoảng giữa thiên niên kỷ thứ 3 và thứ 2 TCN (thời điểm chính xác vẫn đang được tranh luận), nhưng tiếng Sumer tiếp tục được sử dụng như một thứ ngôn ngữ linh thiêng cho nghi lễ, văn chương và khoa học ở Lưỡng Hà cho đến thế kỷ 1 CN.

## Các triều đại đầu tiên và người cai trị
Giai đoạn Sơ kỳ triều đại kế tiếp gia đoạn Uruk (k. 4000-3100 TCN) và giai đoạn Jemdet Nasr (k. 3100-2900 TCN). Trong Danh sách vua Sumer có ghi lại đầy đủ các nhà cai trị, một số trong đó là nhân vật huyền thoại. 
| Các triều đại                 | Thời gian                      | Người cai trị chính                                      | Các thành phố                                                                          |
| ----------------------------- | ------------------------------ | -------------------------------------------------------- | -------------------------------------------------------------------------------------- |
| Các vị vua Antediluvian       | Huyền thoại                    | Alulim, Dumuzid Người chăn cừu, En-men-dur-ana, Ziusudra | KishLagashUrUrukAdab Bản đồ Iraq cho thấy các địa điểm xuất hiện các nhà nước đầu tiên |
| Triều đại đầu tiên của Kish   | k. 2900-2600 TCN               | Etana, Enmebaragesi                                      | KishLagashUrUrukAdab Bản đồ Iraq cho thấy các địa điểm xuất hiện các nhà nước đầu tiên |
| Triều đại thứ nhất của Uruk   |                                | Enmerkar, Lrifbanda, Dumuzid Người đánh cá, Gilgamesh    | KishLagashUrUrukAdab Bản đồ Iraq cho thấy các địa điểm xuất hiện các nhà nước đầu tiên |
| Triều đại thứ nhất của Ur     | k. 2500-2400 TCN               | Meskalamdug, Mesannepada, Puabi                          | KishLagashUrUrukAdab Bản đồ Iraq cho thấy các địa điểm xuất hiện các nhà nước đầu tiên |
| Triều đại thứ hai của Uruk    |                                | Enshakushanna                                            | KishLagashUrUrukAdab Bản đồ Iraq cho thấy các địa điểm xuất hiện các nhà nước đầu tiên |
| Triều đại thứ nhất của Lagash | k. 2500-2300 TCN               | Ur-Nanshe, Eannatum, En-anna-tum I, Entemena, Urukagina  | KishLagashUrUrukAdab Bản đồ Iraq cho thấy các địa điểm xuất hiện các nhà nước đầu tiên |
| Triều đại của Adab            |                                | Lugal-Anne-Mundu                                         | KishLagashUrUrukAdab Bản đồ Iraq cho thấy các địa điểm xuất hiện các nhà nước đầu tiên |
| Triều đại thứ ba của Kish     | k. 2500-2330 trước Công nguyên | Kubaba                                                   | KishLagashUrUrukAdab Bản đồ Iraq cho thấy các địa điểm xuất hiện các nhà nước đầu tiên |
| Triều đại thứ ba của Uruk     | k. 2294 - 2270 TCN             | Lugal-zage-si                                            | KishLagashUrUrukAdab Bản đồ Iraq cho thấy các địa điểm xuất hiện các nhà nước đầu tiên |

## Dẫn nguồn
1. ↑  Pruß, Alexander (2004), "Remarks on the Chronological Periods", in Lebeau, Marc; Sauvage, Martin (eds.), Atlas of Preclassical Upper Mesopotamia, Subartu, 13, pp. 7–21, ISBN 2503991203
2. ↑  Woolley 1965
3. ↑  Deutscher 2007
4. ↑  Woods 2006